# Liste von Reedereien
Die Liste von Reedereien bietet einen weltweiten Überblick über Reedereien und Unternehmen, die in der Bereederung (Synonym: Schiffsmanagement) tätig sind.
Reedereien betreiben Binnen-, Küsten- und/oder Seeschifffahrt.
Sie betreiben Linienschifffahrt (nach Fahrplan) und/oder Trampschifffahrt (Bedarfsschifffahrt).
Für eine Liste von Konsortien siehe Konsortium (Seefahrt).
In Deutschland gibt es über 300 Reedereien (über 100 allein in Hamburg), siehe auch
- Mitgliederliste des VDR (Verband Deutscher Reeder)[1]
- Mitgliederliste des BDB (Bundesverband der Deutschen Binnenschiffahrt)[2]

Links zu weiteren europäischen Ländern am Ende der Tabelle.
| Name                                                                           | Staat                              | Unternehmenssitz            | Schiffe       | Geschäftsfeld, Bemerkungen |
| ------------------------------------------------------------------------------ | ---------------------------------- | --------------------------- | ------------- | --- |
| A-ROSA Flussschiff GmbH                                                        | Deutschland                        | Rostock                     | 11            | Flusskreuzfahrten |
| Rainer Abicht Elbreederei                                                      | Deutschland                        | Hamburg                     | 22            | Hamburger Hafenrundfahrten |
| Acciona Trasmediterránea                                                       | Spanien                            | Madrid                      | 17            | Fährschiffe |
| Leo Adams                                                                      | Deutschland                        | Hamburg                     | –             | historisch |
| Adler-Schiffe                                                                  | Deutschland                        | Westerland                  | 27            | Fahrgastschiffe, Kanalfähren                                                                                                   |
| Afrikanische Dampfschiffs-Aktiengesellschaft                                   | Deutschland                        | Hamburg                     | –             | historisch |
| AG Reederei Norden-Frisia                                                      | Deutschland                        | Norderney                   | 10            | |
| Agoudimos Lines                                                                | Griechenland                       | Piräus                      | –             | historisch (1991–2013) |
| Reederei Ahlmann Transport                                                     | Deutschland                        | Bremen                      | –             | historisch (1951–1974) |
| Ahrenkiel Steamship                                                            | Deutschland                        | Hamburg                     | 57            | 48 Containerschiffe, 8 Massengutfrachter, 1 Tanker                                                                             |
| Aktien-Gesellschaft „EMS“                                                      | Deutschland                        | Emden                       | 7             | Fährschiffe |
| AIDA Cruises                                                                   | Deutschland                        | Rostock                     | 12            | Kreuzfahrtschiffe |
| Akgünler                                                                       | Türkische Republik Nordzypern      | Kyrenia                     | 6             | Fährschiffe |
| Alaska Marine Lines                                                            | Vereinigte Staaten                 | Seattle                     |               | Frachtschiffe und Seehandel |
| Reederei Albrecht                                                              | Deutschland                        | Harlesiel                   | 1             | Fahrgastschiff |
| Maritime Services Aleuropa                                                     | Deutschland                        | Hamburg                     | 4             | Fruchtsafttanker |
| Aliança                                                                        | Brasilien                          | São Paulo                   | 19            | Containerschiffe |
| Ernst August von Allwörden                                                     | Deutschland                        | Drochtersen                 | 1             | Feederschiff |
| Alpha Ship GmbH                                                                | Deutschland                        | Bremen                      | 17            | Containerschiffe |
| Alster-Touristik GmbH (ATG), Tochterunternehmen der Hamburger Hochbahn AG      | Deutschland                        | Hamburg                     | 18            | Personenschifffahrt |
| American President Lines (APL)                                                 | Vereinigte Staaten                 | Oakland                     | 151           | Containerschiffe |
| American Roll-on Roll-off Carrier (ARC)                                        | Vereinigte Staaten                 | Baltimore                   | 7             | RoRo-Schiffe |
| ANEK Lines                                                                     | Griechenland                       | Chania                      | 10            | Fährschiffe |
| ANL Container Line, Tochterunternehmen von CMA CGM                             | Australien                         | Sydney                      |               | Containerschiffe |
| Antillean Marine Shipping Corporation                                          | Vereinigte Staaten                 | Miami                       |               | Frachtschiffe und Seehandel |
| Aquila Maritime Management                                                     | Deutschland                        | Bremen                      | 5             | Massengutfrachter und Containerschiffe                                                                                         |
| Arctia Shipping                                                                | Finnland                           | Espoo                       | 19            | Eisbrecher und Fährschiffe |
| Arctic Umiaq Line                                                              | Grönland                           | Nuuk                        | 1             | Fährschiff |
| Argo Reederei                                                                  | Deutschland                        | Bremen                      | –             | historisch (1896–2002) |
| Naviera Armas                                                                  | Spanien                            | Las Palmas de Gran Canaria  | 9             | RoRo-Fähren |
| Armement Deppe                                                                 | Belgien                            | Antwerpen                   | –             | historisch (1863–1984) |
| Arp, Thordsen, Rautenberg                                                      | Deutschland                        | Husum                       | 2             | Küstenmotorschiffe |
| Astromare Bereederung                                                          | Deutschland                        | Drochtersen                 | 2             | Feederschiffe |
| Atalanta Beteiligungs GmbH                                                     | Deutschland                        | Hamburg                     |               | Schiffsmanagement |
| Atlanship                                                                      | Schweiz                            | La Tour-de-Peilz            | 6             | Fruchtsafttanker |
| Atlantic Container Lines (ACL)                                                 | Vereinigte Staaten                 | South Plainfield            | 5             | ConRo-Schiffe |
| Atlantic Ferries                                                               | Portugal                           | Carvalhal                   | 4             | Fährschiffe |
| Atlantic-Rhederei F. & W. Joch                                                 | Deutschland                        | Hamburg                     | –             | historisch (1919–2001) |
| Atlas Levante-Linie                                                            | Deutschland                        | Bremen                      | –             | historisch (1935–1967) |
| Auerbach Schifffahrt                                                           | Deutschland                        | Hamburg                     | 13            | Mehrzweckschiffe |
| Austral Asia Line (AAL)                                                        | Australien                         | Bowen Hills                 | 8             | 14 Schiffe in Bau (2010) |
| Austro-Americana                                                               | Österreich-Ungarn                  | Triest                      | –             | historisch (1895–1937) |
| Avanti AG                                                                      | Österreich                         | Wien                        |               | |
| Azamara Club Cruises                                                           | Vereinigte Staaten                 | Miami                       | 2             | Kreuzfahrtschiffe |
| Karl-Heinz Baase                                                               | Deutschland                        | Nübbel                      | 2             | Feederschiffe |
| Seereederei Baco-Liner                                                         | Deutschland                        | Duisburg                    | 3             | Baco-Liner |
| Monika Bahr-Viemann                                                            | Deutschland                        | Drochtersen                 | 1             | Küstenmotorschiff |
| Balearia                                                                       | Spanien                            | Dénia                       | 16            | Fährschiffe |
| Reederei Baltrum-Linie                                                         | Deutschland                        | Baltrum                     | 4             | Fährschiffe |
| Bernd Bartels                                                                  | Deutschland                        | Jork                        | 2             | Feederschiffe |
| Gerd Bartels                                                                   | Deutschland                        | Neu Wulmstorf               | 3             | Feederschiffe |
| Robert Bartholomay                                                             | Deutschland                        | Hamburg                     | 3             | Frachtschiffe |
| Reederei Helmut Bastian                                                        | Deutschland                        | Bremen                      | –             | historisch (1947–1989) |
| Baum & Co.                                                                     | Deutschland                        | Nordenham                   | 9             | |
| Baltic America Line                                                            | Dänemark                           | Kopenhagen                  | –             | historisch (1917–1930) |
| Baltic Container Lines Co.                                                     | Polen                              | Gdynia                      |               | |
| Bayerischer Lloyd                                                              | Deutschland                        | Regensburg                  |               | Binnenschiffe |
| BBC Burger Bereederungs Contor                                                 | Deutschland                        | Burg                        | 9             | Containerschiffe |
| BBC Chartering                                                                 | Deutschland                        | Leer                        | 160           | Schwergutfrachter und Mehrzweckschiffe                                                                                         |
| BBG Bremer Bereederungsgesellschaft                                            | Deutschland                        | Bremen                      | 28            | Massengutfrachter |
| BD Shipsnavo                                                                   | Deutschland                        | Haren                       | 1             | Feederschiff |
| Bernd Becker Shipmanagement                                                    | Deutschland                        | Jork                        | 6             | Containerschiffe |
| Beluga Shipping                                                                | Deutschland                        | Bremen                      | –             | historisch (1995–2011), fortgeführt als Hansa Heavy Lift                                                                       |
| F.H. Bertling                                                                  | Deutschland                        | Hamburg                     | 15            | Mehrzweckschiffe |
| BigLift                                                                        | Niederlande                        | Amsterdam                   | 14            | Schwergutfrachter |
| Reederei Heinrich Bischoff                                                     | Deutschland                        | Hamburg                     | –             | historisch (1956–1962) |
| Bischoff Schiffahrts Beteiligungs GmbH                                         | Deutschland                        | Leer (Ostfriesland)         | 3             | Frachtschiffe |
| Black Star Line                                                                | Ghana                              | Accra                       | –             | historisch (1957–1982) |
| Bluebridge                                                                     | Neuseeland                         | Wellington                  | 2             | Fähren |
| Reederei Blue Star GmbH                                                        | Deutschland                        | Hamburg                     | 57            | Containerschiffe |
| Blue Star Ferries                                                              | Griechenland                       | Piräus                      | 11            | Allianz mit Superfast Ferries, Tochterunternehmen der Attica Group, früher Stintzis Lines                                      |
| Blumenfeld & Co.                                                               | Deutschland                        | Hamburg                     |               | |
| Reederei Johann M. K. Blumenthal                                               | Deutschland                        | Hamburg                     | 35            | Massengutfrachter, 1 Containerschiff                                                                                           |
| Bluvia/Bluferries                                                              | Italien                            | Messina                     | 9             | Fährschiffe, Eisenbahnfährverbindung                                                                                           |
| Bock, Godeffroy & Co.                                                          | Deutschland                        | Hamburg                     |               | |
| Reederei Bockstiegel                                                           | Deutschland                        | Emden                       | 49            | Massengutfrachter, Containerschiffe, Schwergutfrachter und Mehrzweckschiffe                                                    |
| Bohlen & Doyen                                                                 | Deutschland                        | Wiesmoor                    | 10            | Offshorebau |
| Reederei Bojen                                                                 | Deutschland                        | Neermoor                    | –             | historisch (1966–2016) |
| Aug. Bolten Wm. Miller’s Nachfolger                                            | Deutschland                        | Hamburg                     | 21            | Massengutfrachter, Containerschiffe und Autotransporter                                                                        |
| Boluda Corporación Marítima                                                    | Spanien                            | Valencia                    | 381           | Schlepper, Feederschiffe |
| Bonner Personen Schiffahrt                                                     | Deutschland                        | Bonn                        | 5             | Fahrgastschiffe |
| Robert Bornhofen Reederei                                                      | Deutschland                        | Hamburg                     |               | |
| BornholmerFærgen                                                               | Dänemark                           | Rønne                       | 3             | Fähren |
| Braack Schiffahrt                                                              | Deutschland                        | Drochtersen                 | 1             | Küstenmotorschiff |
| Reederei Braren                                                                | Deutschland                        | Kollmar                     | 7             | Mehrzweckschiffe |
| Bremen-Mindener Schiffahrts-AG                                                 | Deutschland                        | Bremen                      | –             | historisch (1939–1971), von Reederei Fendel übernommen                                                                         |
| Bremer Dampferlinie Atlas                                                      | Deutschland                        | Bremen                      | –             | historisch (1905-), von Deutscher Levante-Linie übernommen                                                                     |
| Bremer Lloyd                                                                   | Deutschland                        | Bremen                      | 5             | Mehrzweckschiffe |
| Jan Breuer                                                                     | Deutschland                        | Hammah                      | 1             | Feederschiff |
| Horst Brey                                                                     | Deutschland                        | Bützfleth                   | 1             | Küstenmotorschiff |
| Briese Schiffahrt                                                              | Deutschland                        | Leer                        | 130           | Massengut- und Schwergutfrachter, Containerschiffe, Mehrzweckschiffe, Forschungsschiffe                                        |
| BRISE Schiffahrts-GmbH                                                         | Deutschland                        | Hamburg                     | 22            | kleine Containerschiffe, Mehrzweckschiffe und Zement-Tanker                                                                    |
| Brittany Ferries                                                               | Frankreich                         | Roscoff                     | 10            | Fähren |
| W. Bruns & Co.                                                                 | Deutschland                        | Hamburg                     | –             | historisch |
| Carl Büttner GmbH & Co. KG (CB)                                                | Deutschland                        | Bremen                      | 11            | Chemikalientanker, Tanker |
| Bugsier-Reederei und Bergungs GmbH & Co.                                       | Deutschland                        | Hamburg                     | 35            | |
| Reederei Buss                                                                  | Deutschland                        | Leer                        | 79            | Multipurpose- und Containerschiffe                                                                                             |
| BW Group                                                                       | Bermuda                            | Hamilton                    | 156           | LPG-, LNG-, Öl- und Produktentanker, Produktions- und Lagereinheiten (FPSO); Hauptbüros in Oslo & Singapur                     |
| BWTS Berliner Wassertaxi                                                       | Deutschland                        | Berlin-Köpenick             | 6             | Fahrgastschiffe |
| Carboflotta                                                                    | Italien                            | Genua                       | 6             | Gastanker |
| Cargill ETM (Ocean Transportation)                                             | Schweiz                            | Genf                        | 600           | ~550 Massengutfrachter & 50 gecharterte Tanker                                                                                 |
| Carnival Cruise Lines                                                          | Vereinigte Staaten                 | Miami                       | 23            | Kreuzfahrtschiffe |
| Caronte & Tourist                                                              | Italien                            | Messina                     | 19            | Fährschiffe |
| Reederei Cassen Eils                                                           | Deutschland                        | Cuxhaven                    | 5             | Fahrgastschiffe |
| C.E.G. Cargo Export Group GmbH                                                 | Deutschland                        | Hamburg                     | 4             | Küstenmotorschiffe |
| C.E.G. Bulk Chartering                                                         | Deutschland                        | Hamburg                     | 12            | Massengutfrachter |
| Celebrity Cruises                                                              | Vereinigte Staaten                 | Miami                       | 9             | Kreuzfahrtschiffe |
| Chemgas Shipping                                                               | Niederlande                        | Rotterdam                   | 30            | Gastankschiffe |
| Chemikalien Seetransport                                                       | Deutschland                        | Hamburg                     | 35            | Tanker und Massengutfrachter                                                                                                   |
| Corsica Ferries & Sardinia Ferries                                             | Italien Frankreich                 | Vado Ligure Bastia          | 14            | Fährschiffe |
| China Ocean Shipping Company (COSCO)                                           | Volksrepublik China                | Peking                      | 100+          | Containerschiffe |
| Costamare                                                                      | Griechenland                       | Athen                       | 60            | Containerschiffe |
| China Shipping Container Lines (CSCL)                                          | Volksrepublik China                | Shanghai                    | 100+          | Containerschiffe |
| CMA CGM                                                                        | Frankreich                         | Marseille                   | 100+          | Containerschiffe |
| Color Line                                                                     | Norwegen                           | Oslo                        | 6             | Fährschiffe |
| Companhia de Navegação Carregadores Açorianos                                  | Portugal                           | Ponta Delgada               | -             | historisch (1920–1972) |
| Compagnie de Navigation Sud-Atlantique (CSA)                                   | Frankreich                         |                             | –             | historisch (1910–1962) |
| Compagnie Générale Transatlantique (CGT)                                       | Frankreich                         | Paris                       | –             | historisch (1861–1974) |
| Compagnie Maritime Belge (CMB)                                                 | Belgien                            | Antwerpen                   | –             | historisch (1895–2000) |
| Compañía Sud Americana de Vapores (CSAV)                                       | Chile                              | Valparaíso                  | 100+          | Containerschiffe |
| Contship Containerlines                                                        | Vereinigtes Königreich             | Ipswich                     | –             | historisch (1969–2005), jetzt Hapag-Lloyd                                                                                      |
| H. F. Cordes Reederei                                                          | Deutschland                        | Hamburg                     |               | |
| Corsica Linea                                                                  | Frankreich                         | Marseille                   | 6             | Fährschiffe |
| Costa Crociere                                                                 | Italien                            | Genua                       | 14            | Kreuzfahrtschiffe |
| Canadian Pacific Ships                                                         | Kanada                             | Montréal                    | –             | historisch (1884–2005), jetzt Hapag-Lloyd                                                                                      |
| Cuxhaven-Brunsbüttel-Dampfer AG                                                | Deutschland                        | Cuxhaven                    | –             | historisch (1907–1934) |
| Cunard Line                                                                    | Vereinigtes Königreich             | Southampton                 | 3             | Kreuzfahrtschiffe |
| Dampfschiffahrtsgesellschaft „Visurgis“                                        | Deutschland                        | Hamburg                     | –             | historisch (1921–1935) |
| Dampfschifffahrts-Gesellschaft „Neptun“                                        | Deutschland                        | Bremen                      | –             | historisch (1873–1974) |
| Rhederei der DAPG                                                              | Deutschland                        | Hamburg                     | –             | historisch (1890–1928) |
| Dart Container Line                                                            | Bermuda                            | Hamilton                    | –             | historisch (1969–1981) |
| Det Østasiatiske Kompagni                                                      | Dänemark                           | Kopenhagen                  | –             | historisch (1897–1990er) |
| DDSG Blue Danube (ehemals DDSG)                                                | Österreich                         | Wien                        | 7             | Binnenschiffe |
| DDSG Cargo (ehemals DDSG)                                                      | Österreich                         | Wien                        | 160           | Binnenschiffe |
| A. C. de Freitas & Co.                                                         | Deutschland                        | Hamburg                     | –             | historisch (1835–1911) |
| Peter Deilmann Reederei                                                        | Deutschland                        | Neustadt in Holstein        | –             | historisch (1972–2015) |
| Delphin Kreuzfahrten                                                           | Deutschland                        | Hamburg                     |               | |
| Den norske Amerikalinje                                                        | Norwegen                           | Oslo                        | –             | historisch (1910–1995) |
| Dettmer Reederei                                                               | Deutschland                        | Bremen                      |               | |
| Deutsche Afrika-Linien (DAL)                                                   | Deutschland                        | Hamburg                     | 1             | Containerschiff |
| Deutsche Dampfschiffahrtsgesellschaft „Hansa“                                  | Deutschland                        | Bremen                      | –             | historisch (1881–1980) |
| Deutsche Ost-Afrika-Linie (DOAL)                                               | Deutschland                        | Hamburg                     | –             | |
| Deutsche Nyanza-Schiffahrtsgesellschaft                                        | Deutschland                        | Stuttgart/Berlin            | 5             | historisch (1907–ca. 1936) |
| Deutsche Seereederei                                                           | Deutschland                        | Rostock                     | 47            | (ehemals DDR Staatsreederei:1952-1973 VEB Deutsche Seereederei Rostock; 1973-1990 VEB Deutfracht/Deutsche Seereederei Rostock) |
| Deutsche Shell Tanker-Gesellschaft                                             | Deutschland                        | Hamburg                     | –             | historisch (1958–1994) |
| Friedrich A. Detjen Reederei                                                   | Deutschland                        | Hamburg                     |               | |
| Reederei Deymann                                                               | Deutschland                        | Haren                       | 24            | Binnenschiffe |
| DFDS                                                                           | Dänemark                           | Kopenhagen                  | 65            | |
| DFDS LISCO                                                                     | Litauen                            | Klaipėda                    | 7             | |
| Diana Shipping                                                                 | Griechenland                       | Athen                       | 41            | Massengutfrachter |
| Disko Line                                                                     | Grönland                           | Ilulissat                   | 7             | Fähren |
| Disney Cruise Line                                                             | Vereinigte Staaten                 | Burbank                     | 4             | Kreuzfahrtschiffe |
| Docenave                                                                       | Brasilien                          | Rio de Janeiro              | 35            | Massengutfrachter; interne Reederei von Vale                                                                                   |
| Dockwise                                                                       | Niederlande                        | Breda                       | 19            | Halbtaucherschiffe |
| Doggerbank Seefischerei                                                        | Deutschland                        | Bremerhaven                 |               | |
| Peter Döhle Schiffahrts-KG                                                     | Deutschland                        | Hamburg                     | 100+          | Containerschiffe und Massengutfrachter                                                                                         |
| Reederei Robert Dohrmann                                                       | Deutschland                        | Cuxhaven                    | –             | historisch (1891–1892) |
| Kapitän Manfred Draxl Schiffahrt                                               | Deutschland                        | Haren                       |               | |
| Reederei Drevin                                                                | Deutschland                        | Cuxhaven                    | 4             | Containerschiffe |
| Erich Drescher                                                                 | Deutschland                        | Hamburg                     |               | |
| Louis Dreyfus Armateurs                                                        | Frankreich                         | Suresnes                    | 60            | Massengutfrachter, Fähren, Kabelleger u. a.                                                                                    |
| DS Schiffahrt                                                                  | Deutschland                        | Hamburg                     | 22            | (zur Dr.-Peters-Gruppe), Containerschiffe                                                                                      |
| E.R. Schiffahrt                                                                | Deutschland                        | Hamburg                     | 106           | Containerschiffe, Massengutfrachter, Offshore-Schiffe (s. a. Rickmers Reederei)                                                |
| Rederiaktiebolaget Eckerö                                                      | Finnland                           | Mariehamn                   | 4             | |
| Reederei Ed Line                                                               | Deutschland                        | Berlin                      | 51            | Schubboote, Eisbrecher und Leichter                                                                                            |
| Eddyline                                                                       | Deutschland                        | Berlin                      | 3             | Fahrgastschiffe |
| Eggers Reederei                                                                | Deutschland                        | Cuxhaven                    |               | historisch (1837–1866) |
| Reederei Ehler                                                                 | Deutschland                        | Otterndorf                  | 2             | Containerschiffe |
| Eidsiva Rederi                                                                 | Norwegen                           | Oslo                        | 15            | |
| Theodor & F. Eimbcke                                                           | Deutschland                        | Hamburg                     |               | |
| Eimskip                                                                        | Island                             | Reykjavík                   |               | |
| Eisen & Metall AG                                                              | Deutschland                        | Hamburg                     |               | |
| Elbdeich Reederei                                                              | Deutschland                        | Drochtersen                 | 8             | |
| Reederei Elbeplan                                                              | Deutschland                        | Hooksiel                    | 4             | |
| Elbfähre Glückstadt–Wischhafen                                                 | Deutschland                        | Glückstadt                  | 4             | Fährschiffe |
| Emder Dampferkompagnie Nübel & Fritzen                                         | Deutschland                        | Emden                       | –             | historisch (1923–1925) |
| Emder Schlepp-Betrieb                                                          | Deutschland                        | Emden                       | 4             | Schlepper |
| Empresa Insulana de Navegação                                                  | Portugal                           | Lissabon                    | -             | historisch (1871–1974) |
| Empresa Líneas Marítimas Argentinas (ELMA)                                     | Argentinien                        | Buenos Aires                | –             | historisch (1960–1996) |
| Ems Offshore Service                                                           | Deutschland                        | Leer                        | 2             | Offshore & Übersee-Verschleppung (2 Schlepper, 6 Pontons)                                                                      |
| Entsorgungsreederei                                                            | Deutschland                        | Norden                      | 1             | Frachtschiff |
| Enermar                                                                        | Italien                            | Genua                       |               | Historisch (2002-2016) |
| Epirotiki Lines                                                                | Griechenland                       | Piräus                      | –             | historisch (1850–1997) |
| Ertel Reederei                                                                 | Deutschland                        | Hamburg                     |               | |
| John T. Essberger                                                              | Deutschland                        | Hamburg                     | 30            | kleine Produkten- und Chemikalientanker, Stückgutfrachter, Containerschiffe                                                    |
| Esso Tankschiff-Reederei (ETR)                                                 | Deutschland                        | Hamburg                     | –             | historisch (1956–1993) |
| Euronav                                                                        | Belgien                            | Antwerpen                   | 55            | Öltanker |
| Evergreen Marine                                                               | Taiwan                             | Taipeh                      | 153           | Containerschiffe |
| Fahrdorfer Schiffahrt                                                          | Deutschland                        | Fahrdorf                    |               | |
| Fairplay Schleppdampfschiffs-Reederei Richard Borchard                         | Deutschland                        | Hamburg                     | 29            | Schlepper |
| Fehn Bereederung                                                               | Deutschland                        | Leer                        | 20            | Frachtschiffe |
| Reederei Fendel                                                                | Deutschland                        | Mannheim                    | –             | historisch (1875–1971) |
| FESCO Transportation Group                                                     | Russland                           | Wladiwostok                 | 67            | Massengutfrachter, Containerschiffe, RoRo-Schiffe und Eisbrecher                                                               |
| Finnlines                                                                      | Finnland                           | Helsinki                    | 12            | RoPax-Schiffe |
| Rolf Fischer Reederei                                                          | Deutschland                        | Jork                        |               | |
| Fisser & v. Doornum                                                            | Deutschland                        | Hamburg                     | 24            | Feederschiffe und Massengutfrachter                                                                                            |
| Fjord Line                                                                     | Norwegen                           | Bergen                      | 4             | Fährschiffe |
| Flensburger Dampfercompagnie Harald Schuldt & Co.                              | Deutschland                        | Hamburg                     |               | |
| Flensburger Schiffsparten-Vereinigung                                          | Deutschland                        | Flensburg                   |               | |
| Flotte Weser                                                                   | Deutschland                        | Nienburg/Weser              | 7             | Fahrgastschiffe |
| Förde Reederei Seetouristik                                                    | Deutschland                        | Flensburg                   | 20            | Hochgeschwindigkeitsfähren, Doppelendfähren und Passagierschiffe                                                               |
| Förster & Schwarz Schifffahrtsgesellschaft                                     | Deutschland                        | Rostock                     | 10 (3 in Bau) | Containerschiffe, Massengutfrachter                                                                                            |
| Fratelli D’Amato                                                               | Italien                            | Neapel                      | 100+          | Tanker |
| Fratelli D’Amico                                                               | Italien                            | Rom                         | 10            | Tanker |
| Frontline                                                                      | Bermuda                            | Hamilton                    | 81            | Tanker |
| Reedereigruppe Freese                                                          | Deutschland                        | Stade                       | 10            | Schwergut- und Massengutfrachter, Containerschiffe                                                                             |
| Seereederei Frigga                                                             | Deutschland                        | Hamburg, zuletzt Tangstedt  | –             | historisch (1920–1993) |
| Johs. Fritzen & Sohn                                                           | Deutschland                        | Emden                       |               | |
| Furtrans Ship Management                                                       | Deutschland                        | Hamburg                     |               | |
| Gdynia-Ameryka Linie Żeglugowe                                                 | Polen                              | Gdynia                      | –             | historisch (1930–1950) |
| Gearbulk                                                                       | Bermuda                            | Hamilton                    | 64            | v. a. Stückgutfrachter (OHGC)                                                                                                  |
| Gefo Gesellschaft für Öltransporte                                             | Deutschland                        | Hamburg                     | 100+          | Tanker |
| H.M.Gehrckens                                                                  | Deutschland                        | Hamburg                     | 12            | Küstenmotorschiff |
| GS Germanische Shipping                                                        | Deutschland                        | Hamburg                     |               | Containerschiffe, Mehrzweckschiffe                                                                                             |
| General National Maritime Transport Company (GNMTC)                            | Libyen                             | Tripolis                    | 15            | Tanker |
| German Tanker Shipping                                                         | Deutschland                        | Bremen                      | 13            | Tanker |
| Germania Schifffahrtsgesellschaft                                              | Deutschland                        | Leer                        | 4             | Fahrgastschiffe |
| Gigilinis Shipping Group                                                       | Griechenland                       | Thessaloniki                | 8             | Schlepper |
| Global Hanseatic Shipping (GHS)                                                | Deutschland                        | Hamburg                     | –             | historisch |
| Golar LNG                                                                      | Bermuda                            | Hamilton                    | 30            | Flüssiggastanker & Tanklagerschiffe mit Rückverflüssigungsanlagen (FSRU) (Hauptbüro in London)                                 |
| Golden Ocean Group Ltd. (GOGL)                                                 | Bermuda                            | Hamilton                    | 63            | Massengutfrachter |
| Grandi Navi Veloci/SNAV                                                        | Italien                            | Genua                       | 10            | Fährschiffe |
| Gregors GmbH                                                                   | Deutschland                        | Hamburg                     | 5             | Hamburger Hafenrundfahrten |
| Grieg Star (Star Shipping)                                                     | Norwegen                           | Bergen                      | 20-60         | Massengutfrachter |
| Grimaldi Lines                                                                 | Italien                            | Neapel                      | 57            | Fährschiffe und ConRo-Frachter                                                                                                 |
| G&V Line                                                                       | Kroatien                           | Dubrovnik                   | 2             | Fährschiffe |
| G&V Line Iadera                                                                | Kroatien                           | Zadar                       | 3             | Fährschiffe |
| HADAG Seetouristik und Fährdienst AG                                           | Deutschland                        | Hamburg                     | 24            | Fahrgastschiffe |
| Hal över                                                                       | Deutschland                        | Bremen                      | 8             | Fahrgastschiffe |
| Reederei Halbeck                                                               | Deutschland                        | Rheinsberg                  | 3             | Fahrgastschiffe |
| Halligreederei Hauke Haien                                                     | Deutschland                        | Schlüttsiel                 | 1             | Fahrgastschiff |
| Reederei Hamburger Lloyd (RHL)                                                 | Deutschland                        | Hamburg                     | 16            | Containerschiffe |
| Hamburg Süd (Hamburg Südamerikanische Dampfschiffahrts-Gesellschaft)           | Deutschland                        | Hamburg                     | 100+          | Produktentanker, Containerschiffe und Massengutfrachter                                                                        |
| Hamburg-Bremer Afrika-Linie (HBAL)                                             | Deutschland                        | Bremen                      | –             | historisch (1906–1925), übernommen vom Norddeutschen Lloyd                                                                     |
| Hammann & Prahm Reederei                                                       | Deutschland                        | Wischhafen                  | 6             | Küstenmotorschiffe |
| Hammonia Reederei                                                              | Deutschland                        | Hamburg                     | 62            | (zu Peter Döhle Schiffahrts-KG) v. a. Containerschiffe                                                                         |
| Reederei Haniel GmbH                                                           | Deutschland                        | Duisburg                    | –             | historisch (1802–2002), aufgegangen in Imperial Shipping Group                                                                 |
| Hanjin Shipping (HJS)                                                          | Südkorea                           | Seoul                       | –             | historisch (1977–2017) |
| Hansa Heavy Lift                                                               | Deutschland                        | Bremen, seit 2012 Hamburg   | 17            | Spezialschwergutfrachter, entstanden aus Beluga Shipping                                                                       |
| Hansa Shipping                                                                 | Deutschland                        | Hamburg                     | 48            | Containerschiffe, Tanker und Kreuzfahrtschiffe (Sea Cloud und Sea Cloud II)                                                    |
| Hansa Kreuzfahrten                                                             |                                    |                             |               | |
| Hansa Mare                                                                     | Deutschland                        |                             |               | |
| Hansa Merkur                                                                   | Deutschland                        | Bremen                      |               | |
| Hanse Bereederung                                                              | Deutschland                        | Hamburg                     | 22            | Containerschiffe |
| Hanseatic Schifffahrt und Schiffsmanagement GmbH                               | Deutschland                        | Bremen                      | 8             | General Cargo Vessels |
| Reederei A. Hansen                                                             | Deutschland                        | Flensburg                   | –             | historisch (1905–1958) |
| Hapag-Lloyd                                                                    | Deutschland                        | Hamburg                     | 188           | Containerschiffe |
| Hapag-Lloyd Cruises                                                            | Deutschland                        | Hamburg                     | 4             | Kreuzfahrtschiffe |
| Harms Bergung Transport & Heavylift                                            | Deutschland                        | Hamburg                     | –             | historisch (1851–2015) |
| Reederei Harmstorf & Co. (Alnwick Harmstorf)                                   | Deutschland                        | Hamburg                     | 14            | Containerschiffe |
| Harren & Partner                                                               | Deutschland                        | Bremen                      | 50+           | |
| Hartmann Reederei                                                              | Deutschland                        | Leer                        | 65            | Gastanker, Massengutfrachter und Containerschiffe                                                                              |
| Hatsu Marine                                                                   | Vereinigtes Königreich             |                             |               | |
| Reederei Heinrich                                                              | Deutschland                        | Jork                        | 3             | Containerschiffe und Frachtschiffreisen                                                                                        |
| Held Shipping                                                                  | Deutschland                        | Haren                       | 29            | Frachtschiffe |
| Hellespont                                                                     | Deutschland                        | Hamburg                     | 22            | 18 Tanker und 4 Versorger |
| Reederei Hesse GmbH & Co. KG                                                   | Deutschland                        | Leer                        |               | |
| Reedereigemeinschaft Hesse GmbH & Co. KG                                       | Deutschland                        | Hamburg                     | 6             | Mehrzweckschiffe |
| Reederei Hiddensee                                                             | Deutschland                        | Insel Hiddensee (Vitte)     | 7             | Passagierschiffahrt |
| Höegh Autoliners                                                               | Norwegen                           | Oslo                        | 52            | Autotransporter |
| Holland-America Line                                                           | Vereinigte Staaten                 | Seattle                     | 15            | Kreuzfahrtschiffe |
| H. C. Horn                                                                     | Deutschland                        | Hamburg                     | –             | historisch (1956–1969) von Hamburg Süd übernommen                                                                              |
| Horn-Linie                                                                     | Deutschland                        | Hamburg                     | –             | historisch (1879–2009) |
| Bernhard Howaldt                                                               | Deutschland                        | Flensburg, zuletzt Hamburg  | –             | historisch (1927–1973) |
| Hurtigruten ASA                                                                | Norwegen                           | Narvik                      | 70            | Postschiffe, Fähren, ein Expeditions-Kreuzfahrtschiff                                                                          |
| Hussmann & Hahn                                                                | Deutschland                        | Cuxhaven                    | –             | historisch (1937–1954) |
| Hyundai Merchant Marine                                                        | Südkorea                           | Seoul                       | 100+          | Tanker, Gastanker, Massengut- & Schwergutfrachter, Containerschiffe                                                            |
| Ibero Cruceros                                                                 | Spanien                            | Madrid                      | 4             | Kreuzfahrtschiffe |
| HGK Shipping                                                                   | Deutschland                        | Köln                        | 350           | Binnenschiffe (Massengutfrachter) und Schubleichter                                                                            |
| Ingram Barge Company                                                           | Vereinigte Staaten                 | Nashville                   | 50+           | Schubboote und über 3000 Schuten                                                                                               |
| Interlake Steamship Company                                                    | Vereinigte Staaten                 | Middleburg Heights          | 10            | Massengutfrachter (Große-Seen-Schiffe)                                                                                         |
| Interlink Maritime                                                             | Bermuda                            | Hamilton                    | 28            | Massengutfrachter |
| INTERSCAN Schiffahrtsgesellschaft                                              | Deutschland                        | Hamburg                     | 21            | Containerschiff und Mehrzweckschiffe                                                                                           |
| Intersee Schiffahrtsgesellschaft                                               | Deutschland                        | Haren                       | 50            | Mehrzweck-Containerschiffe, Massengutfrachter und Tanker                                                                       |
| Intership Navigation                                                           | Zypern                             | Limassol                    | 100+          | Mehrzweck-Containerschiffe, Massengutfrachter und Tanker                                                                       |
| Islamic Republic of Iran Shipping Lines (IRISL)                                | Iran                               | Teheran                     | 99            | Massengutfrachter, Tanker, Container- und Mehrzweckschiffe                                                                     |
| Ister Reederei                                                                 | Deutschland                        | Bremen                      | –             | historisch (1956–1987); von Schlüssel Reederei übernommen                                                                      |
| Italia Marittima di navigazione (ehem. Lloyd Triestino)                        | Italien                            | Triest                      | 15            | Containerschiffe |
| IZB-Cargo & Co.                                                                | Deutschland                        | Triefenstein                | 4             | Binnenschiffe und Schubleichter                                                                                                |
| Ernst Jacob                                                                    | Deutschland                        | Flensburg                   | 15            | Tanker |
| Jade-Dienst                                                                    | Deutschland                        | Wilhelmshaven               | 18            | Schlepper, Festmacherboote, Hafentanker, Pontons, Lotsenboot und Schwimmkran                                                   |
| Jade-Seebäderdienst                                                            | Deutschland                        | Wilhelmshaven               | –             | historisch (1924–1939) |
| Jadrolinija                                                                    | Kroatien                           | Rijeka                      | 50            | Fährschiffe |
| Reederei Jaegers                                                               | Deutschland                        | Duisburg                    | 100+          | Tankmotorschiffe |
| Containerschiffsreederei H.W. Janssen                                          | Deutschland                        | Elsfleth                    |               | |
| Japan Line                                                                     | Japan                              |                             |               | |
| Reederei Jens & Waller                                                         | Deutschland                        | Stade                       | 3             | Containerschiffe |
| J. Johannsen & Sohn                                                            | Deutschland                        | Lübeck                      | 3             | Schlepper |
| Jumbo Shipping                                                                 | Niederlande                        | Rotterdam                   | 13            | Schwergutfrachter |
| Jüngerhans Maritime Services                                                   | Deutschland                        | Haren                       | 40            | je 20 Containerschiffe und Schwergutfrachter                                                                                   |
| Klaus Jürgens                                                                  | Deutschland                        | Engelbrechtsche Wildnis     |               | |
| K & K Schiffahrts GmbH & Co. KG                                                | Deutschland                        | Hamburg                     | 8             | Containerschiffe (Feeder); aus Knüppel Schiffahrts u. Hans Krüger GmbH                                                         |
| Katamaran-Reederei Bodensee GmbH & Co KG                                       | Deutschland                        | Friedrichshafen             | 3             | Fährschiffe |
| Kawasaki Kisen                                                                 | Japan                              | Tokio                       | 883           | |
| A. Kirsten                                                                     | Deutschland                        | Hamburg                     | –             | historisch (1878–1975) |
| KG PROJEX Schiffahrtsgesellschaft                                              | Deutschland                        | Hamburg                     | 19            | Containerschiffe |
| Knöhr & Burchard Nfl.                                                          | Deutschland                        | Hamburg                     |               | |
| Personenschifffahrt Gebr. Kolb                                                 | Deutschland                        | Briedern                    | 19            | Fahrgastschiffe |
| Köln-Düsseldorfer Deutsche Rheinschiffahrt                                     | Deutschland                        | Düsseldorf                  | 13            | Fahrgastschiffe |
| Komrowski Befrachtungskontor KG                                                | Deutschland                        | Hamburg                     | 57            | Containerschiffe, Massengutfrachter und RoRo-Schiffe (alle Tochtergesellschaft Blue Star)                                      |
| Reederei Jörg Köpping                                                          | Deutschland                        | Schülp                      | 11            | Containerschiffe |
| „Kosmos“ Bulkschiffahrt                                                        | Deutschland                        | Bremen                      | –             | historisch (1976–1983) |
| Krey Schiffahrts GmbH                                                          | Deutschland                        | Leer                        |               | |
| Kotug                                                                          | Niederlande                        | Rotterdam                   |               | Schlepper |
| Kyoei Tanker                                                                   | Japan                              | Tokio                       | 17            | Öltanker, Produktentanker, Massengutfrachter                                                                                   |
| Kutterfisch                                                                    | Deutschland                        | Cuxhaven                    | 10            | Trawler |
| F. Laeisz                                                                      | Deutschland                        | Hamburg                     | 8             | Containerschiff-Reederei |
| Johann Lange Sohn’s Wwe. & Co.                                                 | Deutschland                        | Bremen                      | –             | historisch (1642–1940er) |
| Schiffahrt der Inselgemeinde Langeoog                                          | Deutschland                        | Langeoog                    | 6             | Fähren |
| Lauritzen Bulkers                                                              | Dänemark                           | Kopenhagen                  | 90            | Massengutfrachter |
| Lauritzen Kosan                                                                | Dänemark                           | Kopenhagen                  | 47            | Gastanker |
| Lauritzen Offshore Services                                                    | Dänemark                           | Kopenhagen                  | 2             | Wohnschiff und Shuttletanker                                                                                                   |
| Lauritzen Tankers                                                              | Dänemark                           | Kopenhagen                  | 14            | Tanker |
| Reederei Lauterjung                                                            | Deutschland                        | Emden                       |               | |
| Lea-Schifffahrtsgesellschaft mbH (Leo Adam)                                    | Deutschland                        | Hamburg                     | 7             | Frachtschiffe |
| Hans Lehmann KG                                                                | Deutschland                        | Lübeck                      |               | |
| Leonhardt & Blumberg                                                           | Deutschland                        | Hamburg                     | 52            | Containerschiffe und Kühlschiffe                                                                                               |
| Liberty One Shipmanagement GmbH & Co. KG                                       | Deutschland                        | Bremen                      | 10            | Mehrzweckfrachter |
| Lindaliini (Linda Line Express)                                                | Estland                            | Tallinn                     | 2             | Schnellfähren |
| Linnhoff Schiffahrt                                                            | Deutschland                        | Buxtehude                   |               | |
| Lloyd Royal Belge (LRB)                                                        | Belgien                            | Antwerpen                   | –             | historisch (1915–1930) |
| Lubeca Marine (Germany)                                                        | Deutschland                        | Lübeck                      | 7             | Containerschiffe <1200 TEU, Frachtschiffe                                                                                      |
| Ludwig und Jakob Götz KG                                                       | Deutschland                        | Neckarsteinach              | 6             | Frachtschifffahrt und Containerlogistik auf Binnengewässern                                                                    |
| Reederei Gerd Ludwig                                                           | Deutschland                        | Strande                     |               | |
| L & R Lütgens & Reimers Tochterunternehmen der Linnhoff Schiffahrt             | Deutschland                        | Hamburg                     |               | Schlepper und 3 Festmacherboote                                                                                                |
| Maclay & McIntyre                                                              | Vereinigtes Königreich             | Glasgow                     | –             | historisch (1885–1960) |
| MACS Maritime Carrier Shipping                                                 | Deutschland                        | Hamburg                     | 6             | Mehrzweck-Containerschiffe |
| Maestro Shipping                                                               | Schweiz                            | Freiburg                    | 11            | RoRo-, Massengut- und Kühlschifffahrt                                                                                          |
| Mala Real Portuguesa                                                           | Portugal                           | Lissabon                    | -             | historisch (1888–1902) |
| Malaysia International Shipping Corporation Berhad (MISC)                      | Malaysia                           | Kuala Lumpur                | 100+          | LNG-Tanker, Chemikalientanker, Massengutfrachter und Containerschiffe                                                          |
| Mann Lines                                                                     | Vereinigtes Königreich             | Harwich                     | 3             | Fährschiffe |
| Marconsult Schiffahrt                                                          | Deutschland                        | Hamburg                     | 16            | Feederschiffe und Massengutfrachter                                                                                            |
| Maregiglio                                                                     | Italien                            | Isola del Giglio            | 5             | Fährschiffe |
| MARMARA Transport                                                              | Türkei                             | İzmit                       |               | |
| Reederei O. Marten GmbH & Co. KG                                               | Deutschland                        | Eckernförde                 |               | |
| Martime – Gesellschaft für maritime Dienstleistungen                           | Deutschland                        | Elsfleth                    | 30            | Containerschiffe, Gastanker |
| Mathies Schiffahrts KG und Arthur Sommer                                       | Deutschland                        | Hamburg                     | –             | historisch ( –2008) |
| MCC Transport                                                                  | Singapur                           | Singapur                    | 42            | Containerschiffe |
| Mecklenburger Hochseefischerei                                                 | Deutschland                        | Rostock                     |               | |
| Mediterranean Shipping Company (MSC)                                           | Schweiz                            | Genf                        | 100+          | Containerschiffe |
| Medmar                                                                         | Italien                            | Neapel                      | 7             | Fährschiffe |
| Messageries Maritimes                                                          | Frankreich                         | Paris                       | –             | historisch (1835–1974) |
| Messina Lines                                                                  | Italien                            | Genua                       | 14            | Containerschiffe |
| Karl Meyer Reederei                                                            | Deutschland                        | Wischhafen                  | 16            | Küstenmotorschiffe |
| Reederei Robert Meyhoefer                                                      | Ostpreußen                         | Königsberg                  | –             | historisch (1869–1967) |
| Micoperi                                                                       | Italien                            | Ravenna                     | 13            | Offshore-Schiffe, Versorger |
| Minoan Lines                                                                   | Griechenland                       | Iraklio                     | 7             | Hochgeschwindigkeitsfähren |
| Mitsui O.S.K. Lines (MOL)                                                      | Japan                              | Tokio                       | 100+          | LNG-Tanker, Tanker, Autotransporter, Massengutfrachter und Containerschiffe                                                    |
| Mobil Oil Reederei                                                             | Deutschland                        | Hamburg                     | –             | historisch (1955–1992) |
| Moby Lines                                                                     | Italien                            | Neapel                      | 18            | Fährschiffe |
| MPC Münchmeyer Petersen Steamship                                              | Deutschland                        | Hamburg                     | 97            | Tanker, Kühlschiffe, Massengutfrachter und Containerschiffe                                                                    |
| MSC Cruises                                                                    | Schweiz                            | Genf                        | 15            | Kreuzfahrtschiffe |
| Mutualista Açoreana                                                            | Portugal                           | Ponta Delgada               | 2             | Frachtschiffe |
| MyFerryLink                                                                    | Frankreich                         | Lille                       | 3             | Fährschiffe (Ärmelkanal) |
| Mærsk FPSOs                                                                    | Dänemark                           | Kopenhagen                  | 5             | Floating Production Storage and Offloading Units                                                                               |
| Mærsk Line                                                                     | Dänemark                           | Kopenhagen                  | 100+          | Containerschiffe |
| Mærsk LNG                                                                      | Dänemark                           | Kopenhagen                  | 8             | LNG-Tanker |
| Mærsk Supply Service                                                           | Dänemark                           | Kopenhagen                  | 68            | Ankerziehschlepper und Offshoreversorger                                                                                       |
| Mærsk Tankers                                                                  | Dänemark                           | Kopenhagen                  | 100           | Tanker |
| Nauru Pacific Line (NPL)                                                       | Nauru                              |                             | 7             | |
| Navigaţia Fluvială Română (N.F.R.)                                             | Rumänien                           | Bukarest                    | –             | historisch (1890–?) |
| Navigation Maritime Bulgare (Navibulgar)                                       | Bulgarien                          | Warna                       | 32            | Bulk und Ro-Ro |
| Navrom                                                                         | Rumänien                           | Bukarest                    | –             | historisch (1955–1978) |
| Neue Pellwormer Dampfschiffahrts-GmbH (NPDG)                                   | Deutschland                        | Pellworm                    | 3             | Fahrgastschiffe |
| Neue Schleppdampfschiffsreederei Louis Meyer                                   | Deutschland                        | Hamburg                     |               | |
| Neptune Orient Lines (NOL)                                                     | Singapur                           | Singapur                    | 100+          | Containerschiffe |
| Niedersächsische Verfrachtungsgesellschaft                                     | Deutschland                        | Hannover                    |               | |
| Nigerian National Shipping Line                                                | Nigeria                            | Lagos                       | –             | historisch (1959–1995) |
| Nimmrich & Prahm Reederei                                                      | Deutschland                        | Leer                        |               | |
| Nicko Cruises                                                                  | Deutschland                        | Stuttgart                   | 32            | Flusskreuzfahrten |
| Niedersachsen Ports                                                            | Deutschland                        | Oldenburg                   | 9             | Arbeitsschiffe |
| Nor Lines                                                                      | Norwegen                           | Stavanger                   | 9             | Fährschiffe |
| Reederei Nord                                                                  | Deutschland                        | Hamburg                     | 50            | Tanker, Massengutfrachter und Containerschiffe                                                                                 |
| Norddeutsche Reederei H. Schuldt                                               | Deutschland                        | Hamburg                     | 80            | Containerschiffe |
| Norddeutscher Lloyd                                                            | Deutschland                        | Bremen                      | –             | historisch (1857–1970) |
| Nordische Ausflug Schifffahrts GmbH (NAS)                                      | Deutschland                        | Sörup                       | 1             | Fahrgastschiff |
| „Nordsee“ Deutsche Hochseefischerei                                            | Deutschland                        | Bremerhaven                 | –             | historisch (1896–1990er) |
| Nordseebad Spiekeroog GmbH                                                     | Deutschland                        | Spiekeroog                  | 3             | Seebäderschiffe |
| Nordstern Reederei GmbH                                                        | Deutschland                        | Hamburg                     | –             | historisch (1954–1975) |
| Norway Line                                                                    | Norwegen                           | Bergen                      | –             | historisch (1987–1990) |
| Norwegian Cruise Line (NCL)                                                    | Vereinigte Staaten                 | Miami                       | 10            | Kreuzfahrtschiffe |
| NSB Niederelbe Schiffahrtsgesellschaft                                         | Deutschland                        | Buxtehude                   | 65            | v. a. Containerschiffe |
| NYK Line                                                                       | Japan                              | Tokio                       | 100+          | Containerschiffe, Massengutfrachter, Tanker, Autotransporter und Kreuzfahrtschiffe                                             |
| Oberweser Dampfschiffahrts Gesellschaft (OWD)                                  | Deutschland                        | Hameln                      | –             | historisch (1883–2003) |
| Ocean Network Express                                                          | Singapur                           | Singapur                    | 250+          | Containerschiffe |
| Ocean Food                                                                     | Deutschland                        | Bremerhaven                 | 1             | Trawler |
| Ocean Village                                                                  | Vereinigtes Königreich             | Southampton                 | –             | historisch (2002–2010); beide Schiffe an P&O Cruises Australia übergeben                                                       |
| Oceania Cruises                                                                | Vereinigte Staaten                 | Miami                       | 4             | Kreuzfahrtschiffe |
| Odfjell                                                                        | Norwegen                           | Bergen                      | 82            | Chemikalien- und andere Tanker                                                                                                 |
| OFFCON GmbH                                                                    | Deutschland                        | Kappeln                     | 6             | Forschungsschiffe, Lotsenboote, Offshore Unterstützungsfahrzeuge (CTV, Verkehrssicherungsfahrzeuge)                            |
| Offen Group (CPO)                                                              | Deutschland                        | Hamburg                     | 108           | v. a. Containerschiffe |
| Hanseatische Reederei Emil Offen & Co.                                         | Deutschland                        | Hamburg                     | –             | historisch (1926–1966) |
| Reederei John W. Olbers                                                        | Deutschland                        | Cuxhaven                    | –             | historisch (1903–1967) |
| Oldenburg-Portugiesische Dampfschiffs-Rhederei (OPDR)                          | Deutschland                        | Hamburg                     | 7             | Containerschiffe |
| Oldendorff Carriers                                                            | Deutschland                        | Lübeck                      | 700           | Massengutfrachter |
| Ölhandel- & Transportgesellschaft                                              | Deutschland                        | Bremen                      | –             | historisch (1938–1960) |
| Fred. Olsen Cruise Lines                                                       | Vereinigtes Königreich             | Ipswich                     | 4             | Kreuzfahrtschiffe |
| Fred. Olsen Express                                                            | Spanien                            | Santa Cruz de Tenerife      | 5             | Hochgeschwindigkeitsfähren |
| Opielok Reederei                                                               | Deutschland                        | Hamburg                     | 7             | Offshore-Versorgung und Massengutfrachter                                                                                      |
| Orient Overseas Container Line (OOCL)                                          | Volksrepublik China                | Hongkong                    | 46            | Containerschiffe |
| Orient Steam Navigation Company                                                | Vereinigtes Königreich             |                             | –             | historisch (1797–1966) |
| Orion Reederei                                                                 | Deutschland                        | Hamburg                     | 35            | Massengutfrachter |
| Österreichischer Lloyd                                                         | Österreich-Ungarn                  | Triest                      | –             | historisch (1836–1921) |
| Österreichischer Lloyd Seereederei                                             | Zypern                             | Limassol                    | 9             | Mehrzweckschiffe |
| Otto A. Müller Schiffahrt GmbH (OAM)                                           | Deutschland                        | Hamburg                     | –             | historisch (1890–2016) |
| OT Africa Line                                                                 |                                    |                             |               | |
| Overseas Shipholding Group (OSG)                                               | Vereinigte Staaten                 | New York City               | 63            | Öl-, Produkten- und LNG-Tanker                                                                                                 |
| Pacific Basin                                                                  | Volksrepublik China                | Hongkong                    | 258           | Massengutfrachter und Schlepper                                                                                                |
| Pacific International Lines (PIL)                                              | Singapur                           | Singapur                    | 161           | Containerschiffe |
| Passat Kreuzfahrten                                                            | Deutschland                        | Hamburg                     | –             | In Insolvenz seit Dezember 2014                                                                                                |
| Passat Schiffahrtsgesellschaft                                                 | Deutschland                        | Hamburg                     | 3             | Containerschiffe |
| Reederei Stefan Patjens                                                        | Deutschland                        | Drochtersen                 | 14            | Containerschiffe |
| Pelni                                                                          | Indonesien                         | Jakarta                     | 28            | Fähren und RoRo-Schiffe |
| Peninsular and Oriental Steam Navigation Company (P&O)                         | Vereinigtes Königreich             | London                      | –             | historisch (1840–2006) |
| P&O Cruises                                                                    | Vereinigtes Königreich             | Southampton                 | 7             | Kreuzfahrtschiffe |
| P&O Cruises Australia                                                          | Australien                         | Sydney                      | 4             | Kreuzfahrtschiffe |
| P&O Ferries                                                                    | Vereinigtes Königreich             | Dover                       | 18            | Fähren und RoRo-Schiffe |
| P&O Nedlloyd                                                                   |                                    |                             | –             | Seit 2006 Mærsk Line |
| Petersen & Alpers (P & A)                                                      | Deutschland                        | Hamburg                     | 6             | Schlepper; 1792 gegr. Familienunternehmen                                                                                      |
| Personenschiffahrt Gebr. Bossler & Heidelberger Fahrgastschiffahrt Bossler oHG | Deutschland                        | Neckarsteinach & Heidelberg | –             | historisch; 2013 mit einem anderen Unternehmen zur Weißen Flotte Heidelberg fusioniert                                         |
| Reederei Hans Peterson & Söhne GmbH & Co. KG                                   | Deutschland                        | Rendsburg                   |               | |
| Phoenix Reederei                                                               | Deutschland                        | Leer                        | 20            | Containerschiffe, Massengut- und Schwergutfrachter                                                                             |
| Phoenix Reisen                                                                 | Deutschland                        | Bonn                        | 3             | Kreuzfahrtschiffe |
| Plantours & Partner                                                            | Deutschland                        | Bremen                      | 1             | Kreuzfahrtschiff |
| Poljo-Reederei                                                                 | Deutschland                        | Hamburg                     | –             | historisch (1951–1961) |
| Polbryt                                                                        | Polen                              | Gdynia                      | –             | historisch (1928–1950) |
| Polferries                                                                     | Polen                              | Kołobrzeg                   | 5             | RoPax-Schiffe |
| Polskarob                                                                      | Polen                              | Gdynia                      | –             | historisch (1927–1972) |
| Polskie Linie Oceaniczne                                                       | Polen                              | Gdynia                      |               | |
| Compagnie du Ponant                                                            | Frankreich                         | Marseille                   | 5             | Kreuzfahrtschiffe |
| Porto Santo Line                                                               | Portugal                           | Madeira                     | 1             | Fährschiff |
| Portuscale Cruises                                                             | Portugal                           | Lissabon                    | -             | historisch (2013–2016) |
| Poseidon Schiffahrt                                                            | Deutschland                        | Hamburg                     |               | Tanker |
| Precious Shipping                                                              | Thailand                           | Bangkok                     | 22            | Massengutfrachter |
| Primus-Linie                                                                   | Deutschland                        | Frankfurt am Main           | 5             | Fahrgastschiffe |
| Princess Cruises                                                               | Vereinigte Staaten                 | Santa Clarita               | 16            | Kreuzfahrtschiffe |
| Reederei Kapitän Prüsse                                                        | Deutschland                        | Hamburg                     |               | |
| Pullmantur Cruises                                                             | Spanien                            | Madrid                      | 7             | Kreuzfahrtschiffe |
| Quadrant Bereederungsgesellschaft                                              | Deutschland                        | Hamburg                     | 8             | Feederschiffe |
| Reederei Raab Karcher                                                          | Deutschland                        | Duisburg                    | –             | historisch (1848–1996) |
| Reederei Rahder                                                                | Deutschland                        | Büsum                       | 4             | Fahrgastschiffe, Fahrten durchs Wattenmeer und nach Helgoland                                                                  |
| Reederei Barthold Richters                                                     | Deutschland                        | Hamburg                     | –             | historisch (1919–1979) |
| Reederei Riedel                                                                | Deutschland                        | Berlin-Oberschöneweide      | 16            | Fahrgastschiffe |
| Reederei Gerd Ritscher                                                         | Deutschland                        | Jork                        | 6             | Containerfeederschiffe |
| Regent Seven Seas Cruises                                                      | Vereinigte Staaten                 | Fort Lauderdale             | 3             | Kreuzfahrtschiffe |
| Rehbein-Linie                                                                  | Deutschland                        | Fuldatal                    | –             | historisch (1971–2019) |
| Carsten Rehder                                                                 | Deutschland                        | Hamburg                     | 28            | kleine Containerschiffe & Massengutfrachter                                                                                    |
| Rhederei Actien-Gesellschaft von 1896                                          | Deutschland                        | Hamburg                     | –             | historisch (1896–1927) |
| Rickmers Group (Rickmers Holding AG)                                           | Deutschland                        | Hamburg                     | 134           | Containerschiffe, Massengutfrachter, Autotransporter                                                                           |
| Rigel Reederei                                                                 | Deutschland                        | Rostock                     |               | |
| Rigel Schiffahrts GmbH & Co. KG                                                | Deutschland                        | Bremen                      |               | |
| Robert Kermit Red Star Line                                                    | Vereinigte Staaten                 | New York City               | –             | historisch (1818–1867) |
| Rössler-Linie                                                                  | Deutschland                        | Rüdesheim am Rhein          | 4             | Fahrgastschiffe |
| Roland-Linie                                                                   | Deutschland                        | Bremen                      | –             | historisch (1905–1925), übernommen vom Norddeutschen Lloyd                                                                     |
| Rømø-Sylt-Linie                                                                | Deutschland                        | Flensburg                   | 2             | SyltExpress und Romoexpress |
| Royal Arctic Line                                                              | Grönland                           | Nuuk                        | 12            | Eisverstärkte Frachtschiffe |
| Royal Caribbean Cruises                                                        | Vereinigte Staaten                 | Miami                       | 22            | Kreuzfahrtschiffe |
| Royal Mail Line (RML)                                                          | Vereinigtes Königreich             | London                      | –             | historisch (1841–1984) |
| Royal P&O Nedlloyd                                                             | Vereinigtes Königreich Niederlande | London, Rotterdam           | 160           | |
| Royal Viking Line                                                              | Vereinigte Staaten                 | San Francisco               | –             | historisch (1972–1998) |
| Rursee-Schifffahrt                                                             | Deutschland                        | Heimbach                    | 5             | Fahrgastschiffe |
| Ernst Russ Reederei                                                            | Deutschland                        | Hamburg                     | 10            | (Spezial-)Container- u. RoRo-Schiffe                                                                                           |
| Safmarine Container Line                                                       | Belgien                            | Antwerpen                   |               | |
| Saipem                                                                         | Italien                            | Mailand                     | 100+          | Offshore-Schiffe, Versorger |
| SAL Heavy Lift                                                                 | Deutschland                        | Hamburg                     | 16            | Schwergutfrachter, ehemals Schiffahrtskontor Altes Land (SAL)                                                                  |
| Salamis Lines                                                                  | Zypern                             | Limassol                    | 4             | Fähr- und Kreuzfahrtschiffe |
| Samskip                                                                        | Island                             | Reykjavík                   |               | |
| Sang Thai Group                                                                | Thailand                           | Bangkok                     | 18            | Massengutfrachter |
| Sanko Line                                                                     | Japan                              | Tokio                       | 192           | |
| Saremar                                                                        | Italien                            | Cagliari                    | 7             | Fährschiffe |
| Scandi Line                                                                    | Norwegen                           | Sandefjord                  | –             | historisch (1986–1999) |
| Scandlines                                                                     | Deutschland, Dänemark              | Rostock, Kopenhagen         | 11            | RoRo-Fährschiffe |
| SCANSCOT Shipping Services                                                     | Deutschland                        | Hamburg                     | –             | historisch (1995–2010) |
| Reederei Rudolf Schepers GmbH & Co. KG                                         | Deutschland                        | Bad Zwischenahn             | –             | Frachtschiffreederei |
| Tankschiff-Reederei Julius Schindler                                           | Deutschland                        | Hamburg                     | –             | historisch |
| Schlepp- und Fährgesellschaft Kiel (SFK)                                       | Deutschland                        | Kiel                        | 11            | Fahrgastschiffe, Schlepper |
| Schlüssel Reederei GmbH & Co. KG                                               | Deutschland                        | Bremen                      | 17            | ausschließlich Containerschiffe                                                                                                |
| Reederei Karl Schlüter                                                         | Deutschland                        | Hamburg                     | –             | historisch; 2011 integriert in Norddeutsche Reederei H. Schuldt                                                                |
| Schifffahrt Schmitz GmbH                                                       | Deutschland                        | Bonn                        |               | |
| Reederei J. Schmidt KG                                                         | Deutschland                        | Wilhelmshaven               |               | |
| Bernhard Schulte (Reederei)                                                    | Deutschland                        | Hamburg                     | 85            | Massengutfrachter, Container- und Tankschiffe                                                                                  |
| Reederei Thomas Schulte GmbH & Co. KG                                          | Deutschland                        | Hamburg                     | 29            | alles Containerschiffe, 11 weitere in Bau, darunter auch vier Massengutfrachter                                                |
| Scorpio Bulkers                                                                | Marshallinseln                     | Majuro                      | 37            | Massengutfrachter |
| Scorpio Tankers                                                                | Marshallinseln                     | Majuro                      | 97            | Produktentanker |
| Sea-Land Corporation                                                           | Vereinigte Staaten                 | Miramar                     | –             | historisch (1956–1999), übernommen von A. P. Møller-Mærsk                                                                      |
| Seabourn Cruise Line                                                           | Vereinigte Staaten                 | Miami                       | 5             | Kreuzfahrtschiffe |
| Seatrade Shipmanagement                                                        | Niederlande                        | Groningen                   | 70            | |
| Seatrain Lines                                                                 | Vereinigte Staaten                 | New York City               |               | |
| SeaWind Line                                                                   | Finnland                           |                             | 2             | |
| Senator Lines                                                                  | Deutschland                        | Bremen                      | –             | historisch (1987–2009), übernommen von Hanjin Shipping                                                                         |
| Segelreederei Kapitän Hass e.K.                                                | Deutschland                        | Flensburg                   | 2             | Fracht-Segelschiffe (in Insolvenz)                                                                                             |
| Serviciul Maritim Român (SMR)                                                  | Rumänien                           | Bukarest                    | –             | historisch (1895–1945) |
| Serviços de Transportes Marítimos                                              | Portugal                           | Lissabon                    | -             | historisch (1963–1975) |
| Shipping Corporation of India (SCI)                                            | Indien                             | Mumbai                      | 63            | Staatsreederei |
| Silja Line                                                                     | Finnland                           | Espoo                       | 6             | |
| Siremar                                                                        | Italien                            | Palermo                     | 18            | Fährschiffe |
| Skipsaksjeselskapet Solvang ASA                                                | Norwegen                           | Stavanger                   |               | |
| Ove Skou Rederiaktieselskab                                                    | Dänemark                           | Kopenhagen                  | –             | historisch (1935–1995) |
| Rob. M. Sloman & Co. oHG                                                       | Deutschland                        | Hamburg                     |               | älteste deutsche Reederei (seit 1793)                                                                                          |
| Sloman Neptun Schiffahrts AG                                                   | Deutschland                        | Bremen                      | 23            | Gastanker, Tanker und LoRo-Schiffe                                                                                             |
| SM Line                                                                        | Südkorea                           | Seoul                       | 10+           | Containerschiffe |
| Smit International                                                             | Niederlande                        | Rotterdam                   | 100+          | Ankerziehschlepper, Bergungs- und Hafenschlepper                                                                               |
| Smyril Line                                                                    | Färöer                             | Tórshavn                    | 5             | Norröna und RoRo-Schiffe |
| Societatea Anonimă Română de Navigațiune pe Dunăre (S.R.D.)                    | Rumänien                           | Bukarest                    | –             | historisch (1914–1948) |
| Bulgarische Handels-Dampfschiff-Gesellschaft                                   | Bulgarien                          | Warna                       | –             | historisch (1892–1948) |
| Sociedade Geral de Comércio, Indústria e Transportes                           | Portugal                           | Lissabon                    | -             | historisch (1919–1972) |
| Société nationale d’Affrètement                                                | Frankreich                         | Paris                       | –             | historisch (1916–1963) |
| Sociedade Portuguesa de Navios Tanques                                         | Portugal                           | Lissabon                    | -             | historisch (1947–2004) |
| SNCM                                                                           | Frankreich                         | Marseille                   | 10            | Fährschiffe |
| Solvang ASA                                                                    | Norwegen                           | Stavanger                   | 17            | Gastanker |
| Sovromtransport                                                                | Rumänien                           | Bukarest                    | –             | historisch (1945–1954) |
| Sovcomflot (SCF)                                                               | Russland                           | St. Petersburg              | 157           | Gas- und Öltanker |
| Reederei Speck                                                                 | Deutschland                        | Hörsten                     | 4             | Containerschiffe |
| Star Bulk Carriers Corp.                                                       | Griechenland                       | Athen                       | 70            | Massengutfrachter |
| Star Clippers                                                                  | Monaco                             | Monaco                      | 3             | Segel-Kreuzfahrtschiffe |
| Star Cruises                                                                   | Volksrepublik China                | Hongkong                    | 4             | Kreuzfahrtschiffe |
| Stella Marine Services GmbH & Co. KG                                           | Deutschland                        | Hamburg                     | 13            | Massengutfrachter u. Produktentanker                                                                                           |
| Stena Bulk                                                                     | Schweden                           | Göteborg                    | 101           | Tanker u. Massengutfrachter |
| Stena Line                                                                     | Schweden                           | Göteborg                    | 28            | Kombi-, RoPax- und Schnellfähren                                                                                               |
| Stern und Kreisschiffahrt                                                      | Deutschland                        | Berlin-Alt-Treptow          | 31            | Fahrgastschiffe |
| Hugo Stinnes Schiffahrt                                                        | Deutschland                        | Hamburg                     | 30            | Binnenschiffe auf Rhein und Ruhr, dann Deutscher Mehrzweckfrachter Mittel- und Südamerika sowie Ostasien                       |
| Reederei Stinnes AG                                                            | Deutschland                        | Duisburg                    | –             | historisch (1808–1998) |
| Reederei Erwin Strahlmann (RES)                                                | Deutschland                        | Brunsbüttel                 | 49            | Feederschiffe |
| Strandfaraskip Landsins                                                        | Färöer                             | Tórshavn                    | 7             | Fähren |
| Sulpicio Lines                                                                 | Philippinen                        | Manila und Cebu City        |               | größte Fährschiffreederei der Philippinen                                                                                      |
| SUN Line Shipping AB                                                           | Schweden                           |                             |               | Fährschiffe |
| Superfast Ferries                                                              | Griechenland                       | Piräus                      | 5             | Allianz mit Blue Star Ferries / Tochter der Attica Group                                                                       |
| Svenska Amerika Linien (SAL)                                                   | Schweden                           | Göteborg                    | –             | historisch (1914–1986) |
| Svitzer A/S                                                                    | Dänemark                           | Kopenhagen                  | 500+          | Schlepper |
| Svitzer-Coess                                                                  | Niederlande                        | Hoofddorp                   | 6             | Hochseeschlepper |
| Sydfyenske Dampskibsselskab (SFDS)                                             | Dänemark                           | Svendborg                   | –             | historisch (1875–2008) |
| Tallink                                                                        | Estland                            | Tallinn                     | 13            | Fährschiffe |
| Team Lines                                                                     | Deutschland                        | Hamburg                     | 12            | Feederschiffe |
| Team Ship                                                                      | Deutschland                        | Bremerhaven                 |               | Mehrzweckschiffe |
| Teekay Corporation                                                             | Bermuda                            | Hamilton                    | 179           | Tanker |
| Teso                                                                           | Niederlande                        | Den Hoorn                   |               | |
| Thien & Heyenga                                                                | Deutschland                        | Bremen, später Hamburg      |               | |
| Thingvalla-Linie                                                               | Dänemark                           | Kopenhagen                  | –             | historisch (1880–1898) |
| Johs. Thode                                                                    | Deutschland                        | Hamburg                     | 7             | Feederschiffe |
| Thor Ltd.                                                                      | Färöer                             | Hósvík                      | 22            | Offshoreversorger und Trawler                                                                                                  |
| Thor Shipping & Transport AB                                                   | Schweden                           |                             |               | |
| Thoresen Thai Agencies                                                         | Thailand                           | Bangkok                     | 23            | Massengutfrachter |
| Tirrenia di Navigazione                                                        | Italien                            | Neapel                      | 20            | Fährschiffe |
| Alfred C. Toepfer (Reederei)                                                   | Deutschland                        | Hamburg                     |               | |
| Toremar                                                                        | Italien                            | Livorno                     | 8             | Fährschiffe |
| Towarzystwo Żeglugowe Sarmacja                                                 | Polen                              | Krakau, Warschau            | –             | historisch (1919–1926/29) |
| TransAtlantic AB                                                               | Schweden                           | Göteborg                    |               | Containerschiffe (Feeder) |
| Transado                                                                       | Portugal                           | Setúbal                     | –             | historisch (1975–2008) |
| Transmaçor                                                                     | Portugal                           | Horta                       | -             | historisch (1987–2015) |
| Transocean Kreuzfahrten                                                        | Deutschland                        | Bremen                      | 1             | Kreuzfahrtschiffe |
| Transportes Maritimos do Estado                                                | Portugal                           | Lissabon                    | -             | historisch (1916–1925) |
| Transtejo & Soflusa                                                            | Portugal                           | Lissabon                    | 28            | Fährschiffe |
| Trasmediterránea                                                               | Spanien                            | Madrid                      | 22            | Fähren |
| Triton Schifffahrts GmbH                                                       | Deutschland                        | Leer                        | 35            | |
| Tropical Shipping                                                              | Vereinigte Staaten                 | Miami                       |               | |
| Tsavliris Salvage and Towage International Group                               | Griechenland                       | Piräus                      |               | Schlepper |
| TT-Line                                                                        | Deutschland                        | Lübeck                      | 7             | |
| TUI Cruises                                                                    | Deutschland                        | Hamburg                     | 3             | Kreuzfahrtschiffe |
| Turkon Line                                                                    | Türkei                             |                             |               | |
| U.N. Ro-Ro                                                                     | Türkei                             | Istanbul                    | 12            | RoRo-Schiffe |
| Ukrainische Donau Reederei                                                     | Ukraine                            | Ismajil                     | 4             | Flusskreuzfahrten |
| Reederei Gebr. Ulmann                                                          | Deutschland                        | Hamburg                     | –             | historisch (1948–1955) |
| Uniglory Marine                                                                | Taiwan                             | Taipeh                      |               | Gehört seit 1984 zu Evergreen Marine                                                                                           |
| United Seven                                                                   | Deutschland                        | Hamburg                     | 8             | Massengutfrachter |
| Unity Line                                                                     | Polen                              | Szczecin                    | 7             | Fährschiffe |
| Unterweser Reederei (URAG)                                                     | Deutschland                        | Bremerhaven                 | 15            | Schlepper |
| Ustica Lines                                                                   | Italien                            | Trapani                     | 25            | Tragflügelboote und High Speed Craft                                                                                           |
| van Ommeren Tankrode                                                           | Deutschland                        | Hamburg                     |               | |
| Anthony Veder                                                                  | Niederlande                        | Rotterdam                   | 27            | Gastanker |
| Vega-Reederei                                                                  | Deutschland                        | Hamburg                     | 33            | Containerschiffe, Tanker und Massengutfrachter                                                                                 |
| Ventouris Sea Lines                                                            | Griechenland                       | Piräus                      | –             | historisch (1978–2015) |
| Vietnam National Shipping Lines (Vinalines)                                    | Vietnam                            | Hanoi                       | 100+          | Frachtschiffe und Tanker |
| Viking Line                                                                    | Finnland                           | Mariehamn                   | 7             | Fähren |
| F. A. Vinnen                                                                   | Deutschland                        | Bremen                      | 11            | Containerschiffe |
| Rhederei „Visurgis“ AG                                                         | Deutschland                        | Bremen                      | –             | historisch (1897–1921), fortgeführt als Dampfschiffahrtsgesellschaft „Visurgis“ AG                                             |
| Société Commerciale Antoine Vloeberghs                                         | Belgien                            | Antwerpen                   | –             | historisch (1947–1957) |
| H. Vogemann                                                                    | Deutschland                        | Hamburg                     | 7-16          | Massengutfrachter |
| Waibel KG                                                                      | Deutschland                        | Gernsheim                   | 14            | Gütertransport in der Binnenschifffahrt und Containerlogistik                                                                  |
| Wallenius Lines                                                                | Schweden                           | Stockholm                   | 34            | Autotransporter |
| Wan Hai Lines                                                                  | Taiwan                             | Taipeh                      | 66            | Containerschiffe |
| Wappen-Reederei                                                                | Deutschland                        | Hamburg                     |               | |
| Waried Tankschiff Rhederei                                                     | Deutschland                        | Hamburg                     |               | Tankschifffahrt (1928–1956) |
| Reederei Warrings                                                              | Deutschland                        | Wittmund-Carolinensiel      | 10            | Seebäderschiffe, RoRo-Schiffe und Peilschiffe                                                                                  |
| D. H. Wätjen und Co.                                                           | Deutschland                        | Bremen                      | –             | historisch (1821–1918) |
| H.P. Wegener                                                                   | Deutschland                        | Hamburg                     | 4             | Feederschiffe |
| Reederei Oskar Wehr                                                            | Deutschland                        | Hamburg                     | 26            | Massengutfrachter & Containerschiffe                                                                                           |
| Weidtmann & Ballin                                                             | Deutschland                        | Hamburg                     | –             | historisch (1945–1972) |
| Weisse Flotte Potsdam                                                          | Deutschland                        | Potsdam                     | 11            | Fahrgastschiffe |
| Weisse Flotte Schwerin                                                         | Deutschland                        | Schwerin                    | 5             | Fahrgastschiffe |
| Reederei Jonny Wesch                                                           | Deutschland                        | Jork                        | –             | historisch (1935–1986) |
| Reederei Wessels GmbH & Co. KG                                                 | Deutschland                        | Haren                       |               | gegr. 1912 |
| Westbank Seefischerei                                                          | Deutschland                        | Bremerhaven                 |               | |
| Reederei André Wieczorek                                                       | Deutschland                        | Hamburg                     | 7             | |
| Wijnne Barends                                                                 | Niederlande                        | Delfzijl                    | 30            | Küstenschifffahrt |
| Wikinger-Linie                                                                 | Deutschland                        | Frankfurt am Main           | –             | historisch (1976–1998) |
| Wilson Line                                                                    | Vereinigtes Königreich             | Kingston upon Hull          | –             | historisch (1822–1978) |
| Reederei Bruno Winkler                                                         | Deutschland                        | Berlin                      | 4             | Fahrgastschiffe |
| Reederei Gebr. Winter                                                          | Deutschland                        | Hamburg und Jork            |               | |
| Reederei Heino Winter                                                          | Deutschland                        | Hamburg                     | 7             | Feederschiffe |
| Wilh. Wilhelmsen                                                               | Norwegen                           | Lysaker                     | 29            | Autotransporter |
| Reederei Hinrich Witt                                                          | Deutschland                        | Hamburg-Rissen              | 3             | Stückgutfrachter |
| White Star Line                                                                | Vereinigtes Königreich             | Liverpool                   | –             | historisch (1845–1939) |
| Woermann-Linie                                                                 | Deutschland                        | Hamburg                     | –             | historisch (1885–1941) |
| H.H. Wübbe Nachf.                                                              | Deutschland                        | Hamburg                     |               | u. a. Schiffsmakler; gegr. 1784                                                                                                |
| Reederei Hermann Wulff                                                         | Deutschland                        | Glückstadt                  |               | |
| Wurm & Köck                                                                    | Deutschland                        | Passau                      | 12            | Fahrgastschiffe |
| Wyker Dampfschiffs-Reederei Föhr-Amrum (W.D.R.)                                | Deutschland                        | Wyk auf Föhr                | 8             | Fährschiffe |
| XSM Cross Ship Management GmbH                                                 | Deutschland                        | Bremen                      | 2             | Containerschiffe |
| Yang Ming Line                                                                 | Taiwan                             | Keelung                     | 80            | |
| Reederei Zerssen                                                               | Deutschland                        | Rendsburg                   | –             | historisch |
| Zim Integrated Shipping Services                                               | Israel                             | Haifa                       | 80            | Containerschiffe |
| Zodiac Maritime                                                                | Vereinigtes Königreich             | London                      | 112           | Containerschiffe, Massengutfrachter, Autotransporter, Chemie-, Öl-, LPG- und Produktentanker                                   |

## Listen von Reedereien bei Schiffseigner-Vereinigungen
Es gibt in fast allen europäischen Ländern Vereinigungen von Schiffseigentümern. Die meisten Vereinigungen haben Homepages; auf den meisten dieser Homepages sind Mitgliederlisten.
1. Royal Belgian Shipowners’ Association[41] (Belgien)
2. Bulgarian Shipowners’ Associations[42]
3. Danish Shipowners’ Association[43]
4. Estonian Shipowners
5. Finnish Shipowners’ Association
6. Armateurs de France[44]
7. Verband Deutscher Reeder[45]
8. Union of Greek Shipowners[46]
9. Irish Chamber of Shipping
10. Confederazione Italiana Armatori[47]
11. Lithuanian Shipowners
12. Fedilshipping (Luxemburg)[48]
13. Malta International Shipping Council
14. Koninklijke Vereniging van Nederlandse Reders[49]
15. Norwegian Shipowners’ Association[50]
16. Polish Shipowners’ Association
17. Associacao de Armadores da Marinha de Comercio Rocha de Conde D’Obidos (Portugal)[51]
18. Slovenian Association of Shipowners
19. Asociacion de Navieros Espanoles (Spanien)[52]
20. Swedish Shipowners’ Association
21. UK Chamber of Shipping (Vereinigtes Königreich = Großbritannien)[53]
22. Joint Cyprus Shipowners’ Association